# Guillaume Raoux
Pour les articles homonymes, voir Raoux.
Guillaume Raoux, né le 14 février 1970 à Bagnols-sur-Cèze, est un joueur français de tennis, professionnel de 1989 à 2000.
Vainqueur d'un tournoi en simple et de quatre en double, il a fait partie de l'équipe de France victorieuse lors la Coupe Davis 1996.

## Carrière
Guillaume Raoux a été formé au tennis-études du lycée du Parc-Impérial à Nice, puis à l'INSEP à Paris avant de rejoindre le centre national d'entrainement de Roland-Garros.
Vainqueur d'un important tournoi amateur au club de Forest-Hill au printemps 1988, il fait ses débuts sur le grand circuit lors des Internationaux de France 1988 grâce à une invitation et alors qu'il ne dispose pas encore de classement ATP. Il a ensuite disputé la finale du tournoi de Wimbledon junior, perdue contre Nicolás Pereira et a terminé l'année au deuxième rang du classement ITF Junior. 
Il réalise sa première performance significative en 1990 lors du Masters de Paris-Bercy où il se qualifie pour les quarts de finale après une victoire sur Guillermo Pérez Roldán et le n°5 mondial Pete Sampras (3-6, 6-3, 6-3),. Il fait ainsi son entrée dans le top 100. Il peine à confirmer la saison suivante, gagnant peu de matchs sur le circuit principal. Il se rattrape néanmoins en disputant la finale du tournoi de Birmingham. Quart de finaliste au Queen's et à Washington en 1992, il remporte cette année-là l'unique titre de sa carrière sur le circuit ATP à Brisbane contre le Danois Kenneth Carlsen.
Il connaît ensuite une saison 1993 plus fructueuse marquée par deux quarts de finale et un huitième de finale à Miami après une victoire sur Thomas Muster. Ces victoires l'amènent à faire une incursion dans le top 50 pendant quelques semaines. En 1995, il dispute deux finales sur le circuit ATP à Saint-Pétersbourg, alors qu'il était redescendu au 136e rang, puis trois semaines plus tard à Johannesbourg. La suite de sa saison est moins prolifique, seulement marquée par un titre au Challenger de Nantes.
Guillaume Raoux réalise un bon début de saison 1996 avec trois quarts de finale et une demi-finale à Rotterdam où il écarte Arnaud Boetsch et Marc Rosset. Il est sélectionné pour disputer les Jeux olympiques d'Atlanta où il est battu dès le premier tour par Byron Black. En 1997, il se distingue sur gazon en atteignant la finale à Rosmalen puis en passant deux tours à Wimbledon. Il est ensuite demi-finaliste à Los Angeles et quart de finaliste à Paris-Bercy, enregistrant des victoires de prestige sur Mark Philippoussis et Sergi Bruguera. Il bat aussi le n°6 mondial Carlos Moyà au premier tour de l'US Open. Il est no 3 français en fin d'année.
Son principal fait d'arme dans un tournoi du Grand Chelem est d'avoir battu le n°3 mondial Michael Chang au second tour de l'Open d'Australie 1998. Il y atteint cette année-là les huitièmes de finale face à Nicolas Kiefer. Demi-finaliste sur dur à Los Angeles et New Haven où il bat Pat Rafter, il est éliminé au second tour de l'US Open par Andre Agassi. Il est le premier joueur à avoir été battu par Roger Federer sur le circuit professionnel, lors du tournoi de Toulouse en septembre 1998. Il joue la Hopman Cup 1999 avec Sandrine Testud et arrête sa carrière en 2000 après une défaite à Roland-Garros contre Andrew Ilie.
Il fait partie de l'équipe vainqueur de la Coupe Davis en 1996. Associé à Guy Forget, il remporte ses matchs de double au premier tour face au Danemark, en demi-finale contre l'Italie et en finale face à la paire suédoise Jonas Björkman-Nicklas Kulti. En simple, il compte des victoires face à Filip Dewulf en 1997 et Harel Levy en 1998. Il est également sélectionné pour jouer le double avec Cédric Pioline contre les Pays-Bas lors du premier tour en 1999, année où la France ira en finale.
Sur le circuit Challenger, Guillaume Raoux compte des titres acquis en Guadeloupe en 1989, en Martinique et à Gevrey-Chambertin en 1990, Ségovie en 1992, Nantes en 1995 et Brest en 1996. En double, il s'est imposé en Martinique en 1990, à Nantes en 1994, Ségovie et Brest en 1995.
Après avoir fait partie du staff de l’équipe de France de Coupe Davis jusqu'en 2007, il reprend des études à HEC et obtient un MBA. Guillaume Raoux travaille pour un fonds d'investissement puis devient directeur général d'une entreprise de cliniques et maisons de retraite. Présent au sein du comité directeur de la Fédération française de tennis, il choisit de quitter cette instance en septembre 2015 à la suite du renvoi d'Arnaud Clément du poste de capitaine de l'équipe de France de Coupe Davis.

## Palmarès

### Titre en simple messieurs
| No | Date       | Nom et lieu du tournoi    | Catégorie    | Dotation  | Surface    | Finaliste       | Score      |  |
| -- | ---------- | ------------------------- | ------------ | --------- | ---------- | --------------- | ---------- |  |
| 1  | 28-09-1992 | Queensland Open, Brisbane | World Series | 235 000 $ | Dur (int.) | Kenneth Carlsen | 6-4, 7-610 |  |

### Finales en simple messieurs
| No | Date       | Nom et lieu du tournoi                      | Catégorie    | Dotation  | Surface         | Vainqueur           | Score    |          |
| -- | ---------- | ------------------------------------------- | ------------ | --------- | --------------- | ------------------- | -------- | -------- |
| 1  | 04-11-1991 | Tournoi de tennis de Birmingham, Birmingham | World Series | 450 000 $ | Moquette (int.) | Michael Chang       | 6-3, 6-2 |          |
| 2  | 13-03-1995 | St. Petersburg Open, Saint-Pétersbourg      | World Series | 300 000 $ | Moquette (int.) | Ievgueni Kafelnikov | 6-2, 6-2 |          |
| 3  | 03-04-1995 | South African Open, Johannesbourg           | World Series | 303 000 $ | Dur (ext.)      | Martin Sinner       | 6-1, 6-4 | Parcours |
| 4  | 16-06-1997 | Heineken Trophy, Bois-le-Duc                | World Series | 475 000 $ | Gazon (ext.)    | Richard Krajicek    | 6-4, 7-6 |          |

### Titres en double messieurs
| No | Date       | Nom et lieu du tournoi           | Catégorie    | Dotation  | Surface      | Partenaire             | Finalistes                  | Score         |          |
| -- | ---------- | -------------------------------- | ------------ | --------- | ------------ | ---------------------- | --------------------------- | ------------- | -------- |
| 1  | 11-01-1993 | Indonesian Open Jakarta          | World Series | 275 000 $ | Dur (ext.)   | Diego Nargiso          | Jacco Eltingh Paul Haarhuis | 7-6, 6-7, 6-3 |          |
| 2  | 03-04-1995 | South African Open Johannesbourg | World Series | 303 000 $ | Dur (ext.)   | Rodolphe Gilbert       | Martin Sinner Joost Winnink | 6-4, 3-6, 6-3 | Parcours |
| 3  | 12-02-1996 | Marseilles Open Marseille        | World Series | 514 250 $ | Dur (int.)   | Jean-Philippe Fleurian | Marius Barnard Peter Nyborg | 6-3, 6-2      | Parcours |
| 4  | 15-06-1998 | Heineken Trophy Bois-le-Duc      | Int' Series  | 475 000 $ | Gazon (ext.) | Jan Siemerink          | Joshua Eagle Andrew Florent | 6-3, 3-6, 6-1 |          |

### Finales en double messieurs
| No | Date       | Nom et lieu du tournoi           | Catégorie    | Dotation  | Surface         | Vainqueurs                  | Partenaire       | Score         |  |
| -- | ---------- | -------------------------------- | ------------ | --------- | --------------- | --------------------------- | ---------------- | ------------- |  |
| 1  | 12-09-1994 | Grand Prix Passing Shot Bordeaux | World Series | 375 000 $ | Dur (ext.)      | Olivier Delaitre Guy Forget | Diego Nargiso    | 6-2, 2-6, 7-5 |  |
| 2  | 06-03-1995 | Copenhagen Open Copenhague       | World Series | 203 000 $ | Moquette (int.) | Mark Keil Peter Nyborg      | Greg Rusedski    | 6-7, 6-4, 7-6 |  |
| 3  | 14-10-1996 | Grand Prix de Toulouse Toulouse  | World Series | 375 000 $ | Dur (int.)      | Jacco Eltingh Paul Haarhuis | Olivier Delaitre | 6-3, 7-5      |  |

## Parcours dans les tournois duGrand Chelem

### En simple
| Année | Open d'Australie | Open d'Australie | Internationaux de France | Internationaux de France | Wimbledon       | Wimbledon         | US Open         | US Open          |
| ----- | ---------------- | ---------------- | ------------------------ | ------------------------ | --------------- | ----------------- | --------------- | ---------------- |
| 1988  | —                | —                | 1er tour (1/64)          | Jakob Hlasek             | —               | —                 | —               | —                |
| 1989  | 1er tour (1/64)  | Mikael Pernfors  | 1er tour (1/64)          | J.-Ph. Fleurian          | Q1              | Steve Furlong     | —               | —                |
| 1990  | —                | —                | 1er tour (1/64)          | Fabrice Santoro          | 2e tour (1/32)  | David Pate        | —               | —                |
| 1991  | 1er tour (1/64)  | Patrik Kühnen    | 1er tour (1/64)          | Patrik Kühnen            | 1er tour (1/64) | Horst Skoff       | 2e tour (1/32)  | Francisco Clavet |
| 1992  | 1er tour (1/64)  | Simon Youl       | 1er tour (1/64)          | Rodolphe Gilbert         | 1er tour (1/64) | Javier Sánchez    | 1er tour (1/64) | Omar Camporese   |
| 1993  | 3e tour (1/16)   | Jim Courier      | 1er tour (1/64)          | Brett Steven             | 1er tour (1/64) | M. Washington     | 1er tour (1/64) | Magnus Larsson   |
| 1994  | 3e tour (1/16)   | Thomas Muster    | 1er tour (1/64)          | Carlos Costa             | 1er tour (1/64) | Andrew Foster     | 1er tour (1/64) | Todd Martin      |
| 1995  | 1er tour (1/64)  | Petr Korda       | 2e tour (1/32)           | Albert Costa             | 1er tour (1/64) | Cristiano Caratti | 1er tour (1/64) | Bohdan Ulihrach  |
| 1996  | 3e tour (1/16)   | Michael Chang    | 1er tour (1/64)          | David Wheaton            | 2e tour (1/32)  | David Wheaton     | 2e tour (1/32)  | Thomas Enqvist   |
| 1997  | 2e tour (1/32)   | Tim Henman       | 2e tour (1/32)           | I. Kafelnikov            | 3e tour (1/16)  | Richey Reneberg   | 2e tour (1/32)  | Jeff Tarango     |
| 1998  | 1/8 de finale    | Nicolas Kiefer   | 2e tour (1/32)           | Todd Woodbridge          | 1er tour (1/64) | John van Lottum   | 2e tour (1/32)  | Andre Agassi     |
| 1999  | 2e tour (1/32)   | Fabrice Santoro  | 1er tour (1/64)          | Stefan Koubek            | 1er tour (1/64) | P. Srichaphan     | 1er tour (1/64) | Xavier Malisse   |
| 2000  | —                | —                | 1er tour (1/64)          | Andrew Ilie              | Q2              | David Prinosil    | —               | —                |

N.B. : à droite du résultat se trouve le nom de l'ultime adversaire.

### En double messieurs
| Année | Open d'Australie           | Open d'Australie          | Internationaux de France     | Internationaux de France  | Wimbledon                   | Wimbledon                | US Open                      | US Open                    |
| ----- | -------------------------- | ------------------------- | ---------------------------- | ------------------------- | --------------------------- | ------------------------ | ---------------------------- | -------------------------- |
| 1989  | —                          | —                         | 1/4 de finale C. Pioline     | R. Båthman C. Di Laura    | 1/8 de finale Winogradsky   | Ken Flach R. Seguso      | —                            | —                          |
| 1990  | —                          | —                         | 2e tour (1/16) O. Delaitre   | S. Bruguera N. Pereira    | 1er tour (1/32) A. Boetsch  | Jim Grabb P. McEnroe     | —                            | —                          |
| 1991  | —                          | —                         | 1er tour (1/32) F. Santoro   | C. Beckman S. Melville    | —                           | —                        | —                            | —                          |
| 1992  | —                          | —                         | 1er tour (1/32) C. Pioline   | Ken Flach T. Witsken      | 2e tour (1/16) A. Boetsch   | Scott Davis David Pate   | —                            | —                          |
| 1993  | —                          | —                         | 1er tour (1/32) R. Gilbert   | T. Carbonell Carlos Costa | —                           | —                        | —                            | —                          |
| 1994  | —                          | —                         | 1/8 de finale R. Gilbert     | D. Adams A. Olhovskiy     | —                           | —                        | —                            | —                          |
| 1995  | 2e tour (1/16) G. Rusedski | M. Knowles D. Nestor      | 1er tour (1/32) R. Gilbert   | Jim Grabb P. McEnroe      | 2e tour (1/16) D. Nargiso   | A. O'Brien S. Stolle     | 1/8 de finale R. Gilbert     | Ken Flach Kelly Jones      |
| 1996  | 2e tour (1/16) R. Gilbert  | P. Galbraith A. Olhovskiy | 2e tour (1/16) J-F. Fleurian | S. Edberg Petr Korda      | 1/4 de finale J-F. Fleurian | E. Ferreira J. Siemerink | 2e tour (1/16) J-F. Fleurian | T. Woodbridge M. Woodforde |
| 1997  | —                          | —                         | 1er tour (1/32) R. Gilbert   | J-F. Fleurian S. Simian   | 1er tour (1/32) O. Delaitre | B. Haygarth Van Emburgh  | 1/8 de finale J. Tarango     | M. Bhupathi L. Paes        |
| 1998  | —                          | —                         | 1er tour (1/32) N. Escudé    | B. Coupe S. Noteboom      | —                           | —                        | —                            | —                          |
| 1999  | —                          | —                         | 1er tour (1/32) P. Vízner    | N. Escudé Guy Forget      | —                           | —                        | —                            | —                          |
| 2000  | —                          | —                         | 2e tour (1/16) Guy Forget    | Martin Damm D. Hrbatý     | —                           | —                        | —                            | —                          |

N.B. : le nom du partenaire se trouve sous le résultat ; le nom des ultimes adversaires se trouve à droite.

### En double mixte
| Année | Open d'Australie            | Open d'Australie      | Roland-Garros                | Roland-Garros       | Wimbledon | Wimbledon | US Open | US Open |
| 1996  | 1er tour (1/16) A. Dechaume | Lori McNeil Mark Keil | 1er tour (1/16) I. Demongeot | A. Fusai R. Gilbert |           |           |         |         |

Sous le résultat, la partenaire ; à droite, l'ultime équipe adverse.

## Victoires sur des joueurs du Top 10
Les joueurs battus par Guillaume Raoux alors qu'ils figuraient aux 10 premières places du classement ATP :
- Pete Sampras (no 5) : au 3e tour du Masters de Paris-Bercy en octobre 1990
- Carlos Moyà (no 6) : au 1er tour de l'US Open en août 1997
- Sergi Bruguera (no 9) : au 3e tour du Masters de Paris-Bercy en octobre 1997
- Michael Chang (no 3) : au 2e tour de l'Open d'Australie en janvier 1998
- Patrick Rafter (no 3) : au 3e tour du Tournoi de New Haven en août 1998
- Tim Henman (no 5) : au 1er tour du Tournoi de Los Angeles en juillet 1999

## Classements ATP en fin de saison
| Année          | 1988 | 1989 | 1990 | 1991 | 1992 | 1993 | 1994 | 1995 | 1996 | 1997 | 1998 | 1999 | 2000 |
| Rang en simple | 448  | 220  | 85   | 104  | 93   | 82   | 118  | 83   | 73   | 47   | 53   | 137  | 665  |
| Rang en double | 644  | 161  | 232  | 273  | 251  | 196  | 147  | 46   | 55   | 140  | 243  | 231  | 303  |

Source : (en) Classements de Guillaume Raoux sur le site officiel de la Fédération internationale de tennis